# 겐조 귈란
겐조 귈란(튀르키예어: Genco Gülan, 1969년 ~)은 터키의 예술가이다. 이스탄불 출신인 귈란은 미디어를 공부하고 뉴욕의 뉴 스쿨에서 석사 학위를 받았다.
귈란은 BP, EMAF와 Lions에서 상을 받고 2011년 유럽 미술상 후보에 노미네이트되었다.
귈란의 작품은 Pera Museum, Museu de Arte Moderna do Rio de Janeiro, ZKM Karlsruhe, Triennale di Milano에서 전시된 적이 있으며, 지금은 Mimar Sinan Academy와 Bogazici 대학에서 학생들을 가르치고 있다.